# 董允耀洋樓
董允耀洋樓，是一座位於中華民國福建省金門縣金城鎮古崗聚落西南側的一棟洋樓，2015年2月11日指定為金門縣縣定古蹟。

## 沿革
該洋樓由金城大古崗僑匯董允耀所建造，董氏家族原經營豆腐生意，由於經濟環境不易，董允耀自十多歲跟隨鄉親前往印尼謀生。並自婆羅洲加里曼丹收集海產並將其銷售到泗水，董允耀與鄭古悅後於1935年創立商號「同成棧」專門銷售海鮮、辣椒香料、乾貨等船運，同時參與了銀行投資合夥事業。此外為回饋鄉里，他曾自身慨捐基金於古崗聚落建設公共建築設施，包括在1921年，於董氏家廟旁成立古崗學校。
1933年，董允耀回到金門後收購西勢43地界土地作為洋樓興建基地，並則聘請匠師董天乞及董天補兄弟進行建設工程，其中工程歷時七個月，總花費達一千四百大洋。建材均來自南洋進口、木料紅磚來自於漳州石码镇，石材則採自本地。
洋樓完工後，董允耀則待在該建築居住，然而1937年因日軍佔領金門，董允耀欲返回印尼，卻無法成行而留置於金門。第二次世界大战結束之前，董允耀之妻洪每娘則與孫女董賽姍從印尼返回並居住於此。1946年，董允耀因痼疾復發而過逝。由於子孫仍在南洋，所以先停棺於洋樓一樓大廳，待三年後子孫皆返回金門，遂將董允耀歸葬於燕南山。
1949年後，國軍進駐金門。洋樓在這段時間內被交由中華民國國軍使用，主要用途包括1949年至1953年期間作為國軍25軍團部、19軍團部（通訊營）、砲兵部隊、工兵部隊等國軍單位的軍營。自1953年之後，該洋樓成為成功特種蛙人隊的營區一直使用到1973年。在此期間，洪每娘和孫女董賽姍搬離洋樓，遷居到前迴建築，並在那裡居住至1956年。該洋樓也被視為古崗聚落的一個重要軍事據點。
1975年，洋樓的一部分空間被租借給金門酒廠用作倉庫使用。隨後，該建築由代管人及其家人居住及經營，因洋樓的產權屬於共有制，然而，董允耀的第二代和第三代後裔居住在海外，導致在代管人過世後，該建築逐漸陷入荒廢狀態。特別是後棟、附屬建築和二樓屋頂因長期缺乏維護而出現結構塌陷和漏水等問題。2013年，董氏宗親及社區民眾聯繫金門縣政府以提議對建築進行修復、並建議以金門國家公園管理處的形式取得地上物代管權有效經營，2016年，金門縣文化局搭建鋼棚架進行保護工作。後在2020年9月11日，洋樓產權人董賽姍和董倫威將建築捐贈給金門縣政府，則於2022年4月13日由金門縣文化局進行整體修復工程，共斥資4500萬元，規劃監造單位為黃毅誠建築師事務所，時任縣長楊鎮浯則主持修復工程動土儀式。

## 建築設計
董允耀洋樓共以主棟、後棟、儲藏間、迴向建築、附屬間、儲藏間、廁所等結構，以及入口門樓和後期國軍興建的防空洞所組成。被認為是當地在鋼筋混凝土構造技術運用的傑出與典型作品。
其中，主棟為兩層樓建築，採三榻受、歇山頂屋頂構造，前廊使用鋼筋混凝土樑柱和樓板，主體結構採用了複層磚砌體承重牆系統，並在部分區域使用斗砌構造。在立面部分，一樓外廊兩側的立柱間使用拱圈，並裝飾仿石泥塑和幾何圖案。由於這座洋樓曾被國軍占用，手欄杆則有人物和植物圖案。四周窗戶上方有三角窗楣裝飾著花草圖案。二樓三榻受區域中央欄杆上安裝鐵窗，外牆的鑄鐵窗下飾有許多動物和風景圖騰。其中，洋樓門楣上刻有金門後浦東門境許維舟書寫字句「玉笋流芳」和「豢龍」。洋樓的立面使用泥塑技術，上面捏塑著屋主董允耀名字的閩南語發音羅馬拼音「Tang Oen Yauw」。一樓大廳地坪使用水泥面，共以幾何分割的斜鋪鋪面。其中大廳後面設有一座固定梯，上面有鑄鐵拉門可以蓋住樓梯用於防禦機制。二樓平面與一樓相同，共為六房一廳格局。
主樓後側可通過廊道連接至後棟，後棟為三開間之雙坡五腳基建築。前廊屋頂是磚坪屋面，女兒牆欄杆為方形花瓶欄杆和磚作扶手抹灰，柱子上有菱形的幾何紋飾。該建築融合了閩南和西式建築風格的元素。迴向建築則位於主樓的前方，是一座帶有前廊的五腳基洋樓，其外牆採用七勻磉仔石為基礎，牆身則為磚造抹灰。屋頂是平頂的女兒牆。洋樓左側則設有門樓，作為洋樓的主要出入口。
在後期利用時，國軍曾在主樓右側興建的RC防空洞，頂部具有磚造擋土和覆土。此外因作為部隊營舍使用，洋樓前還留有原國軍的繪圖和標語，包括「海龍」及蛙兵泥塑，以及「實行三民主義」等精神標語彩繪，大廳留有中華民國國旗圖案。

## 另見
- 董光得洋樓

## 外部連結
- 金門縣定古蹟董允耀洋樓修復規劃設計(含再利用與因應計畫) - 黃毅誠建築師事務所 （页面存档备份，存于）